# 瑪麗·羅蘭珊
瑪麗·羅蘭珊（Marie Laurencin、1883年10月31日—1956年6月8日）是一位法國畫家、版畫家。

## 生平

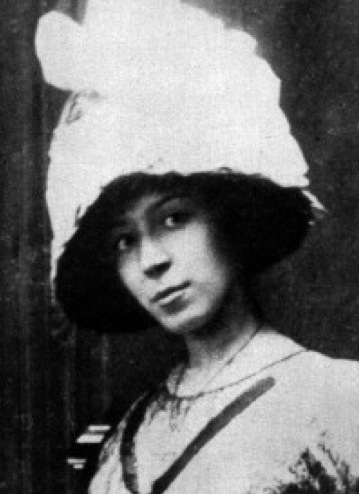
1912年羅蘭珊在巴黎

瑪麗·羅蘭珊出生在巴黎，由她的母親撫養長大。18歲時，瑪麗·羅蘭珊於塞夫爾學習瓷器繪畫。然後，她回到巴黎繼續學習藝術，將目標改變為油畫。
早期加入「洗衣船」藝術團體，與畢卡索、布拉克等人往來，風格受立體派及野獸派影響,畫風獨特，展現溫柔的氛圍。1914年與德國男爵結婚，被法國政府指控為間諜而流亡西班牙。離婚後，重返巴黎受邀幫雜誌、時尚名媛繪畫，其中包括香奈兒女士，但香奈兒女士認為畫得不像，不過名聲卻水漲船高，此時期為作品量最豐富的，是當時少數能與男性畫家平起平坐的女畫家。
1930年後，國際經濟蕭條，她在1934年舉辦以「花」為題的畫展，但卻是基於經濟困難及商業理由而舉辦，遭受批評。1935年，開設畫室教畫。
晚年，德法再掀戰端，1944年再次經歷九年流放，但持續創作，雖數量不如以往，直至1953年去世。